# Solace
Solace (стилизовано как solace, с англ. — «Утешение») — первый мини-альбом американского рэпера и продюсера Эрла Свэтшота, загруженный только для бесплатного прослушивания 28 апреля 2015 года на неофициальный YouTube канал артиста.
Релиз, выделяющийся своим мрачным и необычным «сырым» lo-fi звучанием получил, в основном, положительные отзывы от критиков.

## История
25 марта 2015 года Свэтшот появляется на подкасте Microphone Check на NPR Music, где одним из ведущих является продюсер Али Шахид Мохаммед из легендарной хип-хоп группы A Tribe Called Quest. Выпуск был посвящен второму студийному альбому Эрла, а также личным переживаниям и жизни артиста. Во время подкаста Эрл упомянул про свой новый релиз:

"Мы собрали студию у меня дома и очень быстро сделали один маленький проект. Он называется «Solace» и посвящён моей маме."Оригинальный текст (англ.)"“We set up a studio at my house and i did a little project real fast. It’s called Solace. … It’s more for my mom.”

Менее чем за месяц, 28 апреля артист опубликовал в «Twitter» ссылку на десятиминутное видео, размещённое на YouTube канале «dar Qness», с названием «solace» и вместе с аннотацией, в которой Свэтшот описывает этот релиз как «музыку из того времени, когда [он] достиг дна и нашел что-то».

## Концепция и структура
«Solace» посвящен матери Эрла, Шерил Харрис. Кроме этого, альбом содержит множество различных тем, включая зависимость от наркотиков, истощение, потерю друзей, депрессию и бессонницу. Он также упоминает о том, что скучает по своей бабушке, которая скончалась во время работы над первым студийным альбомом «Doris». В звуковом плане EP является очень мрачным и содержит влияние лоу-фай музыки и джаза.
«Solace» выделяется своим продакшеном. Как говорил C.J Rucker из Complex: "В этом проекте нет микширования и нет вторых дублей. Если Эрл спотыкается на каком-то слове, он продолжает с того места, на котором остановился. Ничего не исправляя и оставляя фрагменты песен «ломанными», он ловит свой момент."
Несмотря на то, что проект загружен цельным десятиминутным форматом, он разделен на 5 различных частей, включая три куплета и две инструментальные интерлюдии (между каждым куплетом):

### Часть 1: 0:00 — 2:06
Первая часть открывается диссонирующим воем наложенным на семплы пианино, с повторяющейся фразой «I’ve been here before», которая отсылает к предыдущему проекту исполнителя, говоря о том, что он вернулся к знакомой фазе эмоционального расстройства. Далее начинается первый куплет Свэтшота. В куплете Эрл рассказывает о том, как страдает от депрессии и испытывает характерные симптомы этого недуга, включая опустошение и отсутствие аппетита. Чтобы «смягчить» свою депрессию, он проводит большую часть своего времени куря марихуану и чувствует слабость. В данном куплете он также сравнивает себя с актёром Ривером Фениксом, скончавшегося от передозировки тяжёлыми веществами в раннем возрасте.
Я был в Восточной Европе, и так как я не ем свинину, я, можно сказать умер, потому что у них кроме этого ничего не было. Мне пришлось отменить тур и это было вообще не смешно. Я был очень худым, весил 53 кг.

### Часть 2: 2:06 — 4:56
Вторая часть сразу следует за первой. В этой части трека во время куплета Эрла отсутствуют какие-либо ударные, а Эрл исполняет свой куплет поверх джазового фортепианного лупа из трека «April In Paris» Ахмада Джамала. Флоу Эрла здесь, по сравнению с первой частью настолько неэнергичное, что некоторые слова сложно распознать из-за невнятности. По окончании куплета, инструментал продолжает играть в течение двух тактов, пока громкий скрип не прерывает его и не переходит в часть 3.

### Часть 3: 4:57 — 6:20
Третья часть является инструментальной прелюдией, без каких-либо слов.

### Часть 4: 6:20 — 8:13
Четвёртая часть содержит третий и последний куплет, в котором Эрл рассказывает о своей наркотической зависимости, депрессии, смерти своей бабушки и то, как сильно скучает по ней. В структуре этой части так же как и во второй, отсутствуют ударные.

### Часть 5: 8:13 — 10:00
Пятая часть является завершением альбома. В нём отсутствует вокал, а основную часть составляют синтезаторы, легкий бас и ударные.

### Треклист
| №                   | Название            | Автор(ы)            | Длительность |
| ------------------- | ------------------- | ------------------- | ------------ |
| 1.                  | «Solace»            | Тибе Кгоситсиле     | 10:00        |
| Общая длительность: | Общая длительность: | Общая длительность: | 10:00        |

## Критика и отзывы
Альбом был встречен положительными отзывами от различных изданий и критиков. Так, C.J Rucker из издания Complex говорил: «Второй альбом Свэтшота был чрезвычайно личным и ответил на некоторые вопросы, которые у всех нас были. В «Solace» мы находим ещё более прозрачного Эрла, проливающего свет на самые темные уголки его души».
Pitchfork также положительно высказались насчет релиза, назвав его «спокойной 10-минутной рэп-сюитой», которая «ищет проблеск надежды в темноте» и что «Эрл осознает огромную дистанцию между родными, даже когда они так близко».
Музыкальный критик Энтони Фантано включил релиз в свой список 15 лучших EP 2015 года, поставив «Solace» на 6 место и сказав, что релиз является очень мрачным и депрессивным, а также более конкретизированным по сравнению со вторым альбомом артиста, при этом отметив, что в отличие от «I Don't Like Shit, I Don't Go Outside» «Solace» имеет больше шансов быть принятым обычным слушателем, так как содержит в себе темы, которые знакомы многим людям.
В то же время, издание Spin назвало работу «одурманенной и сложной»